# 斯凡人
斯凡人是一支多数生活在格鲁吉亚西北斯瓦内蒂格鲁吉亚人的分支，说斯凡语，大多数人也说格鲁吉亚语，这两种语言都属于南高加索语系。1930年前苏联进行的调查将斯凡人划分为独立的民族。